# غونل بيترسون
غونل بيترسون (بالسويدية: Gunnel Pettersson)‏ هي فنانة سويدية، ولدت في 1960.